# Kuonyih
Kuonyih est l'un des 23 villages de la commune de Batibo, située dans le département de la Momo de la région du Nord-Ouest du Cameroun.

## Population
Au dernier recensement de 2005, le village comptait 95 habitants, dont 53 hommes et 42 femmes.